# 歐文鎮區 (北達科他州本森縣)
歐文鎮區（英語：Irving Township）是位於美國北達科他州本森縣的一個鎮區。

## 地方資料
歐文鎮區的面積為94.80平方千米，當中陸地面積為92.95平方千米，而水域面積為1.85平方千米。根據2010年美國人口普查的數據，當地共有人口16人，而人口密度為每平方千米0.17人。